# El Jacal, Sinaloa
El Jacal är en ort i Mexiko.   Den ligger i kommunen Badiraguato och delstaten Sinaloa, i den västra delen av landet, 1 100 km nordväst om huvudstaden Mexico City. El Jacal ligger 1 618 meter över havet och antalet invånare är 170.
Terrängen runt El Jacal är kuperad åt nordost, men åt sydväst är den bergig. El Jacal ligger uppe på en höjd. Runt El Jacal är det mycket glesbefolkat, med 6 invånare per kvadratkilometer. Närmaste större samhälle är San Javier de Abajo, 9,6 km sydväst om El Jacal. I omgivningarna runt El Jacal växer huvudsakligen savannskog.